# Dekra Open
Der Schwabenbräu Cup (1988–1990), der Hofbräu Cup (1992–1997) oder die Dekra Open (1999 –2000) war ein internationales Etappenrennen im Straßenradsport. Das Rennen wurden nach den jeweiligen Hauptsponsoren benannt.

## Geschichte
Das Rennen wurde in der Region rund um Stuttgart, der Landeshauptstadt von Baden-Württemberg, Deutschland, veranstaltet. Einige der ortsansässige Vereine, wie zum Beispiel der RSV Stuttgart-Vaihingen, waren zeitweise an der Organisation beteiligt. Organisator der ersten beiden Wettbewerbe war Winfried Holtmann, welcher auch die Coca-Cola-Trophy organisierte.
Erster Sieger war Bruno Cenghialta vom Team Ariostea. Einziger deutscher Sieger war Rolf Aldag 1994. Die meisten Podiumsplatzierungen hatte Andreas Kappes.

## Besonderheit
1995 absolvierte das komplette Fahrerfeld die 1. Etappe des Hofbräu Cup geschlossen und in langsamer Fahrt. Sämtliche Preisgelder an diesem Tag wurden der Witwe von Fabio Casartelli gespendet, welcher zwei Tage vorher auf der 15. Etappe der Tour de France tödlich verunglückte.

## Palmarès
| Jahr             | Sieger           | Zweiter               | Dritter          |
| Schwabenbräu Cup |                  |                       |                  |
| ---------------- | ---------------- | --------------------- | ---------------- |
| 1988             | Bruno Cenghialta | Ronny Vlassaks        | Andreas Kappes   |
| 1989             | Andrew Hampsten  | Luc Roosen            | Michel Dernies   |
| 1990             | Stephan Joho     | Jürg Bruggmann        | Rolf Järmann     |
| 1991             | Keine Austragung | Keine Austragung      | Keine Austragung |
| Hofbräu Cup      |                  |                       |                  |
| 1992             | Alberto Elli     | Peter Meinert Nielsen | Rolf Sørensen    |
| 1993             | Davide Rebellin  | Bo Hamburger          | Felice Puttini   |
| 1994             | Rolf Aldag       | Andrea Peron          | Marco Serpellini |
| 1995             | Gianni Faresin   | Stefano Della Santa   | Jan Ullrich      |
| 1996             | Dimitri Konyshev | Giampaolo Mondini     | Johan Bruyneel   |
| 1997             | Fabio Roscioli   | Juris Silovs          | Andreas Kappes   |
| 1998             | Keine Austragung | Keine Austragung      | Keine Austragung |
| Dekra Open       |                  |                       |                  |
| 1999             | Dario Frigo      | Holger Sievers        | Fausto Dotti     |
| 2000             | Nicola Loda      | Andreas Kappes        | Søren Petersen   |